# James Napper Tandy

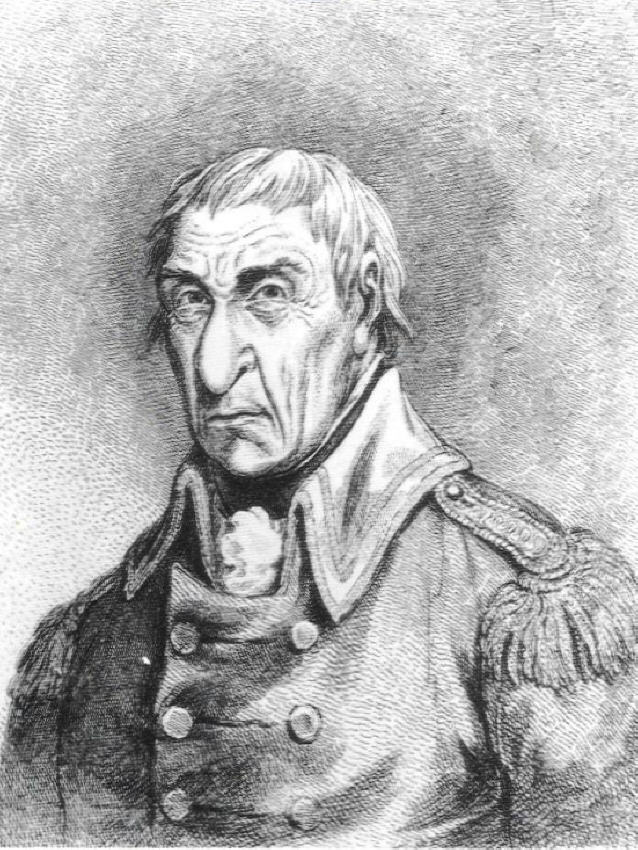
James Napper Tandy auf einer Karikatur (Ende des 18. Jahrhunderts)

James Napper Tandy (* 1740 in Dublin; † 24. August 1803 in Bordeaux) war ein als Napper Tandy bekannter irischer Politiker und Revolutionär.

## Leben

### Früher Patriotismus und Gründung der Society of United Irishman
Der Sohn eines Eisenwarenhändlers war zunächst als Kaufmann im kleinen väterlichen Betrieb tätig, engagierte sich aber bald als Politiker in der Vertretung Dublins. Dabei erwarb er großes Ansehen wegen seiner Kritik an der Korruption in der Stadt und durch seinen Vorschlag einen Boykott auf englische Waren in Irland zu verhängen, um dadurch die von der englischen Regierung auferlegten Einschränkungen für die irische Wirtschaft zu vergelten. Im April 1780 wurde er aus den Dublin Volunteers ausgeschlossen, da er die Vertreibung des Herzogs von Leinster vorgeschlagen hatte, dessen moderate Haltung von den Extremisten kritisiert wurde.
Napper Tandy gehörte zu den auffälligsten Persönlichkeiten aus der Gruppe der Kaufleute in der kleinen revolutionären Partei und gründete im Juni 1784 ein ständiges Komitee zur Agitation der von ihm vertretenen Reformpolitik. Im Oktober 1784 berief er eine Versammlung von Delegierten aus allen Teilen in Irlands ein und überzeugte die Vertreter Dublins 1785 davon, die vom Premierminister William Pitt eingeleiteten wirtschaftlichen Regelungen zu verurteilen. Nachdem er zunächst Mitglied des von Henry Grattan gegründeten Whig Clubs wurde, gehörte er im Oktober 1791 neben Theobald Wolfe Tone, Thomas Russell (1767–1803) und Archibald Hamilton Rowan zu den Gründern der Society of United Irishmen und wurde deren erster Sekretär.
Die Gewalttätigkeit seiner Ansichten, die stark von den Ideen der Französischen Revolution geprägt waren, führten bald dazu, dass er unter Beobachtung der englischen Regierung stand. In dieser Zeit wuchs die Sympathie für die Französische Revolution innerhalb Irlands rasch an, so dass im Juli 1791 ein Treffen von sechstausend Menschen in Belfast eine Glückwunschadresse an die französische Nation sandte. Nachdem ihn der damalige Generalstaatsanwalt für Irland John Toler, 1. Earl of Norbury im Februar 1792 in einer Debatte wegen seines unvorteilhaften Aussehens beleidigte, sendete Tandy ihm eine Herausforderung zum Duell. Diese wurde jedoch vom House of Commons als Bruch des Privilegs zurückgewiesen, woraufhin vom Unterhaussprecher ein Haftbefehl gegen ihn beantragt wurde. Ihm gelang es allerdings bis zum Ablauf der Gültigkeit des Haftbefehls unterzutauchen. Tandy bemühte sich anschließend beim Vizegouverneur (Lord Lieutenant) um ein Verfahren zu seiner Verhaftung und obwohl dieses fehlschlug, erhöhte die Aktion seine Popularität, wobei die Society of United Irishmen die Verfahrenskosten übernahm.
1792 nahm er eine führende Rolle beim Aufbau einer neuen militärischen Vereinigung in Irland nach dem Vorbild der französischen Garde Nationale ein. Diese legte einen Eid auf republikanische Grundsätze ab und trug eine Uniform mit einer Kappe mit der keltischen Harfe. Tandy, der sich auch eine Vereinigung verschiedener Gruppen wie der United Irishman erhoffte, übernahm den Eid der Defenders, einer weiteren einer römisch-katholischen Gesellschaft, deren Gewalttätigkeiten in Landwirtschaft und Politik einige Jahre zuvor anstieg.

### Exil in den USA und Rückkehr nach Irland
Wegen dieses Schrittes sowie wegen Verleumdung wurde gegen ihn Anklage erhoben, woraufhin er in die Vereinigten Staaten floh und dort bis Anfang 1798 lebte. Im Februar 1798 ging Napper Tandy nach Paris, wo zu der Zeit eine große Zahl irischer Flüchtlinge lebte wie auch Wolfe Tone. Diese Gruppen trafen sich zum einen, um mit Hilfe einer französischen Invasion in Irland eine Revolution zu beginnen. Andererseits gerieten die unterschiedlichen Gruppen immer wieder in Streit, wobei der überaus eitle und gewöhnlich betrunkene Tandy besonders streitsüchtig war und in seiner Eitelkeit besonders dadurch gekränkt wurde, dass Wolfe Tone größeren Einfluss innerhalb der Rebellengruppen genoss. Dieser beschrieb ihn bei einem Treffen mit Charles-Maurice de Talleyrand-Périgord als „einen respektablen alten Mann, dessen Patriotismus seit dreißig Jahren bekannt sei“ (‚a respectable old man whose patriotism has been known for thirty years‘).
Tandy, der den Franzosen glauben machte, dass er ein wohlhabender Mann sei, dessen Einfluss in Irland 30.000 Mann zu den Waffen greifen ließ, akzeptierte die Zurverfügungstellung der Korvette Anacreon mit einigen Männern und einer erheblichen Zahl an Waffen und Munition, um von Dünkirchen zu den Aran-Inseln zu segeln, auf denen er am 16. September 1798 landete. Die Inselbewohner zeigten allerdings keine Veranlassung, Napper Tandys Truppe zu begrüßen. Tandy, der während der Überfahrt weitgehend betrunken war, nahm das Dorf Rutland ein, hisste dort die Flagge Irlands und fertigte eine umfangreiche Proklamation an. Allerdings musste er feststellen, dass es in Connacht zu keiner Rebellion kam, sondern ruhig blieb. Nach diesem Fehlschlag erlitt er eine Alkoholvergiftung und wurde auf der Anacreon auf einem Umweg zur Vermeidung einer Begegnung mit der Royal Navy entlang der Küste Nordschottlands nach Bergen gebracht. Von dort aus gelangte er mit einigen seiner Männer nach Hamburg, wo er auf britisches Ersuchen und trotz der Gefahr einer französischen Vergeltung den Engländern übergeben wurde.
Tandy blieb bis April 1801 in Haft, plädierte im anschließenden Gerichtsverfahren auf schuldig und wurde daraufhin zum Tode verurteilt. Er wurde allerdings begnadigt und es wurde ihm gestattet ins Exil nach Frankreich zu gehen. In Frankreich wurde seine Freilassung als diplomatischer Erfolg des von Napoleon Bonaparte abgeschlossenen Vertrages zum Friede von Amiens angesehen und er als angesehene Persönlichkeit empfangen. Nach seinem Tode fand seine Bestattung mit militärischem Zeremoniell und einer großen Anzahl von Zivilpersonen statt.
Napper Tandy genießt in Irland eine große Bekanntheit als früher Vertreter der Rebellen, was sich zum Beispiel in der Ballade The Wearing of the Green sehen lässt. Dort heißt es:
„I met wid Napper Tandy and he took me by the hand,
And he said, ‘How’s dear ould Ireland, and how does she stand?’
She’s the most distressful country that ever yet was seen,
For they’re hangin’ men an’ women there for the wearin’ o’ the Green“.
Eine Abwandlung dieser Zeilen verwendete Shane MacGowan für den Song Boat Train auf dem Pogues-Album Peace and Love.